# Uttanasana

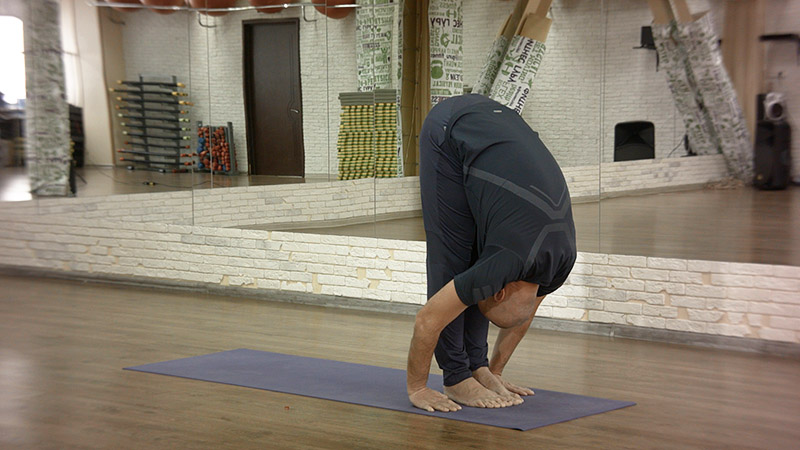
uttānāsana

Uttanasana (IAST: uttānāsana ; devanāgarī: उत्तानासन] est une posture (āsana) de yoga de flexion vers l’avant qui se pratique en position debout.

## Description
Uttanasana est parfois appelée pose « standard de flexion vers l'avant ». Cet āsana, appelée également « La Pince debout », est une posture qui étire intensément l'arrière du corps.
"Le couple des actions et des synergies mobilise certains muscles du bassin et des jambes, du tronc, des épaules et des bras. Cet āsana est parfois utilisé comme posture de restauration durant la pratique".
Uttasana fait partie de l'enchaînement de postures appelé « Salutation au Soleil » (Sanskrit IAST : sūryanamaskāra).

## Variations

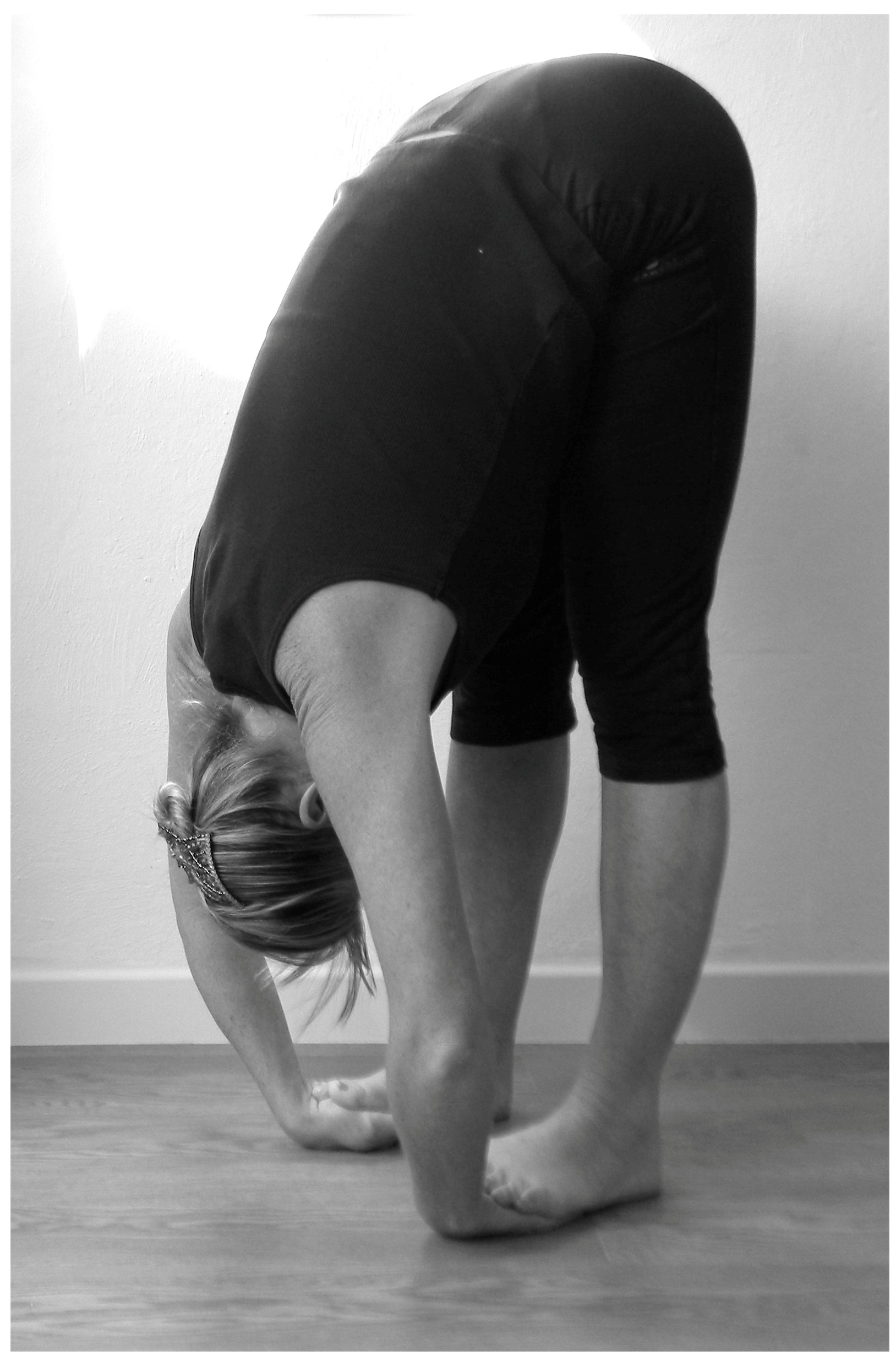
Padahastasana

Il existe des variantes d'uttanasana dont les plus proches sont :
- Padahastasana ou posture de la main au pied, la main se plaçant sous le pied.

- Padangusthasana ou posture de la main aux orteils.

## Effets
Les bienfaits de cet āsana sont au moins :
- tonification du foie, des reins et de la rate;
- régénération de la moelle épinière et ralentissement du rythme cardiaque;
- évacuation des tensions nerveuses et apaisement du mental.